# Maynard James Keenan
Maynard James Keenan (nacido como James Herbert Keenan; Ravenna, Ohio, 17 de abril de 1964) es un músico, compositor, productor discográfico, filántropo y viticultor estadounidense, conocido principalmente por ser el vocalista y compositor de las bandas Tool, A Perfect Circle y Puscifer.
Originario de Ohio, pasó sus años de secundaria y universidad en Míchigan, para después prestar servicio en el ejército en la década de 1980, donde creó su propio apodo «Maynard», basado en un personaje que había creado en la secundaria. Asistió al Kendall College of Art and Design en Grand Rapids. Se mudó a Los Ángeles en 1988 para seguir una carrera en diseño de interiores y construcción. Formó la banda Tool con Adam Jones poco después.
Maynard es más conocido como el vocalista de las bandas multiplatino de rock Tool y A Perfect Circle, con quienes ha publicado cinco y cuatro álbumes de estudio, respectivamente. En 2003 creó Puscifer como un proyecto paralelo, y la financiación y grabación de su primer álbum de estudio fue en octubre de 2007. Desde el aumento de su fama, Maynard ha sido señalado como un solitario, a pesar de que aparece públicamente para apoyar causas de beneficencia.
Además de su carrera musical, ha actuado de cómico improvisado y se ha aventurado como actor. Es el actual propietario de los viñedos Merkin Vineyards y de los asociados Caduceus Cellars, y tiene la propiedad de parte de los Stronghold Vineyards, todos ellos situados en Arizona, donde vive. Entre otros negocios, es un socio en el restaurante de Los Ángeles Cobras & Matadors, y posee un mercado de productos orgánicos en Cornville, este último con una sala de degustación de sus vinos, así como un patio de comidas.

## Primeros años
Keenan nació el 17 de abril de 1964 en Ravenna, Ohio, único hijo del matrimonio de Judith Mary y Michael Lauren Keenan. Fue criado en Ravenna en el seno de una familia bautista. Sus padres se divorciaron cuando Maynard tenía cuatro años y su padre, quien era profesor de escuelas secundarias, se mudó al estado de Míchigan, por lo que Maynard sólo pudo verlo una vez por año durante doce años. Su madre volvió a casarse, pero pasó a vivir en un "hogar intolerante y espiritual", donde su inteligencia y la expresión creativa se veían sofocadas. Cuando Keenan tenía once años, su madre sufrió un aneurisma cerebral paralizante, que más tarde serviría de inspiración para muchas de sus obras creativas. Unos años más tarde, ella persuadió a Keenan para que se fuera a vivir con su padre a Míchigan. Keenan considera que ésta fue una de las mejores decisiones que tomó en su vida.

## Carrera militar

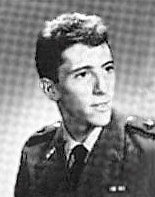
Fotografía de Maynard James Keenan en la época en que se alistó en el ejército estadounidense.

Inspirado por la actuación de Bill Murray en la película El pelotón chiflado (1981), Keenan se unió al Ejército de Estados Unidos, con la intención de obtener el G.I. Bill para financiar su sueño de asistir a la escuela de arte. En este punto, Maynard ya había vivido en Ohio, Míchigan, Nueva Jersey, Nueva York, Oklahoma, Kansas y Texas. Al principio sirvió en el Ejército como observador avanzado antes de estudiar en la Academia Militar de West Point desde 1983 hasta 1984. Además de completar un plan de estudios riguroso especialmente en matemáticas y en inglés, corrió en el equipo de cross country y cantaba en el coro. Fue durante su tiempo en el ejército que adoptó el sobrenombre de "Maynard" a su antojo. Se distinguió en la formación básica y avanzada, pero se negó a ser trasladado a West Point y en su lugar optó por seguir una carrera musical debido a su desilusión con los valores de sus colegas. También sabía que West Point no iba a tolerar su disidencia, por lo que pasó a retiro.
Las referencias al código de honor "no mentiré, engañaré, o robaré, o toleraré a aquellos que lo hagan", incluidas en el tema "Intolerance" del álbum "Undertow" probablemente deriven de esta experiencia, al igual que el nombre de la banda, "Tool"(herramienta).

## Carrera musical
Ingresó en el Kendall College de Arte y Diseño en Grand Rapids, Míchigan. En 1988 se trasladó a Los Ángeles, donde su amor por los animales le llevó a la práctica del diseño interior de las tiendas de mascotas, pero despedido de forma rápida comenzó a trabajar en diseño y construcción de escenarios. Durante la década de 1980, Keenan tocaba el bajo para TexA.NS y cantó para Children of the Anachronistic Dynasty, dos bandas independientes.

### Tool

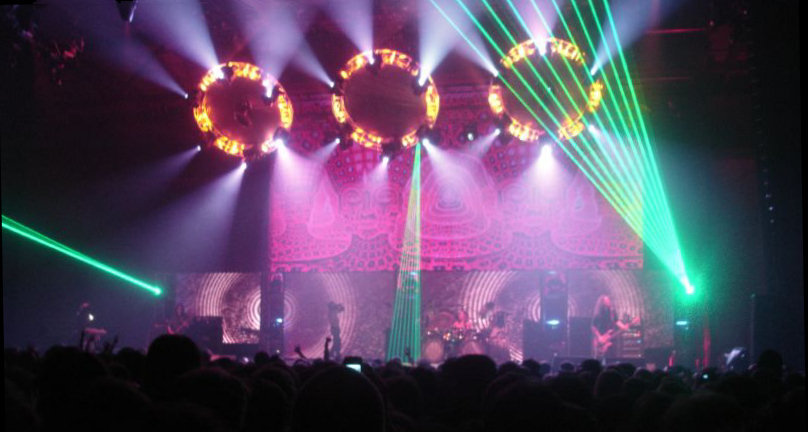
Tool en concierto en su gira de 2006.

Después de mudarse a Los Ángeles, Keenan conoció a Adam Jones, quien lo había oído cantar en una demostración en la universidad. Impresionado con la voz de Keenan, Jones le sugirió formar una banda. Aunque renuente al principio, Keenan estuvo de acuerdo, y en 1990 se formó Tool. Liderados por Keenan, la alineación final quedó con el guitarrista Jones, Danny Carey (vecino de Maynard Keenan, Danny era el dueño de la sala de ensayos donde Keenan y Jones practicaban y con el tiempo comenzó a tocar con ellos) en la batería y Paul D'Amour se hizo cargo del bajo. Posteriormente, en 1995, D'Amour se fue de la banda por diferencias artísticas y fue reemplazado por Justin Chancellor.
Tool firmó contrato con Zoo Entertainment en el mes de noviembre de 1991 y grabó el EP Opiate en 1992. Para apoyar este lanzamiento, la banda estuvo de gira con Fishbone y Rage Against the Machine.
Poco después, Tool lanzaría Undertow, su álbum debut, en abril de 1993. Sólo ocho meses después de su lanzamiento se convirtió en álbum de oro y poco después en álbum de platino. En 1994 la banda lanzó el sencillo "Prison Sex", una canción en la que Keenan optó por un ligero estilo grunge y cuyo vídeo musical fue creado y dirigido por el guitarrista de la banda, Adam Jones. El vídeo fue considerado "demasiado gráfico y ofensivo", y fue retirado por MTV luego de unos pocos días en el aire debido a que trata un tema muy delicado como el abuso infantil.
Maynard es un gran fan de Iron Maiden y sobre todo de Kiss desde su juventud, y por ello se unió al proyecto del álbum Kiss My Ass, homenaje a esta banda, en el tema "Calling Doctor Love". Su segundo álbum de estudio fue lanzado el 17 de septiembre de 1996, su título fue Ænima. En diez semanas fue certificado como álbum de oro y diez meses después fue disco doble platino. También se consagró en los Premios Grammy como la mejor interpretación de metal. Luego del lanzamiento del álbum la banda se vio envuelta en una larga batalla legal con su sello, Volcano Records, por presuntas violaciones de contrato. Luego de este conflicto legal con su productora, que desembocó en un nuevo acuerdo de tres registros, los miembros de Tool decidieron tomarse un descanso. Durante el período de descanso, los integrantes de la banda fueron abiertamente críticos de las redes peer-to-peer para compartir archivos, debido al impacto financiero negativo sobre los artistas que dependen del éxito de las ventas de sus obras. Durante una entrevista con el New York Rock en el año 2000, Keenan dijo: "Creo que hay una gran cantidad de industrias por ahí que tal vez merezcan ser destruidas. Los que son perjudicados por los MP3s no son tanto las empresas o negocios, pero si los artistas, las personas que están tratando de escribir canciones ".

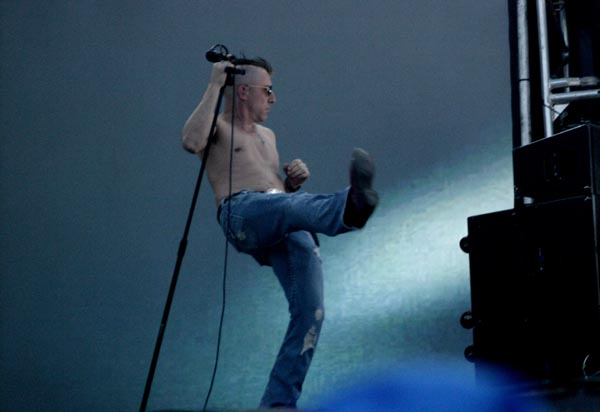
Tool en concierto, año 2006.

El 12 de enero de 2001 Tool anunció el lanzamiento de un nuevo álbum llamado Systema Encéphale, que constaría de doce pistas. Un mes después, la banda reveló que su nuevo trabajo se titularía Lateralus y que el contenido de la noticia anterior carecía de realidad. El álbum fue lanzado en mayo de 2001 con muy buenas críticas. Se destacó por sus "oscuros, inteligentes, convincentes e inesperados giros líricos en sus canciones" Maynard James Keenan fue aclamado por las canciones que compuso, en las cuales "no cruzó la línea de la oscuridad a la fealdad... con la misma frecuencia que en el pasado". En una entrevista con NY Rock, Keenan explicó, "Cada cosa que hemos hecho con Tool es inspirada por nuestra propia música. No importa si se trata de un vídeo o si se trata de una letra. La letra para "Schism" no es nada más que mi interpretación de la música". Lateralus se convirtió en un éxito mundial, alcanzando el puesto número 1 en el Billboard 200 durante la primera semana de su lanzamiento, y Tool recibiría su segundo Premio Grammy a la mejor interpretación de metal de 2001 por su canción "Schism".
En el año 2002, Maynard James Keenan colaboró con su voz en la canción "Fallen" del conjunto 30 Seconds to Mars, que fue publicada en su homónimo álbum debut.
Quince años después de su formación, Tool ha adquirido algo a lo que Dan Epstein, periodista de la revista Revolver, denomina "devotos seguidores de culto", y en mayo de 2006 la banda lanzó el álbum 10.000 Days. En este trabajo Keenan canta acerca de cuestiones más personales, en contraste con los álbumes predecesores que buscaban inspirar cambios. Su madre, quien inspiró a Maynard a escribir las canciones "Jimmy" (publicada en Ænima), también inspiró al cantante en las canciones "Wings for Marie" y "10,000 Days (Wings Pt. 2)." Dichas canciones tratan sobre el deceso de la madre de Keenan ocurrido en 2003 después de 27 años, alrededor de 10.000 días, de sufrimiento a causa de su enfermedad. El álbum vendió 564.000 copias en su primera semana en los Estados Unidos y fue # 1 en el Billboard 200. 10.000 Days tuvo buenas críticas pero fueron menos favorables que su predecesor Lateralus.
Después de 10.000 días, Tool todavía tiene un disco restante para cumplir con la obligación de su contrato de grabación. A pesar de que la información acerca de este quinto álbum todavía es poca, se sabe que la banda constantemente está trabajando en este proyecto Tool ha trabajado en torno a los proyectos paralelos de Maynard James Keenan desde 1999, comenzando con la creación de A Perfect Circle y oscilando su tiempo entre ambas bandas. Respecto al futuro de Tool, Keenan dijo en una entrevista de Spin que "Seguiremos haciendo música juntos hasta que uno de nosotros muera".
En mayo de 2011, en la web oficial de la banda salió un comunicado redactado por los miembros de Tool afirmando que el sucesor de 10.000 Days saldría el 22 de mayo de 2012. En una entrevista publicada el 31 de octubre de 2011, Maynard Keenan dijo que Tool se encuentra escribiendo nueva música para un nuevo álbum.
A mediados de 2018, Tool informa que está componiendo su último disco cuyo nombre se desconocía en ese momento. Esta noticia fue confirmada por la propia banda mediante Twitter en junio de este mismo año.
El 2 de agosto de 2019 toda la discográfica de Tool (excepto el álbum Salival) estuvo disponible en las plataformas digitales de streaming y en esa fecha se anunció el nombre de su quinto y muy esperado álbum Fear Inoculum y se también anunció la fecha de publicación en físico y en formato digital del mismo, que sería para el 30 de agosto de 2019. El día 7 de agosto de 2019 se liberó la canción "Fear Inoculum" titulada igual que el álbum.

### A Perfect Circle

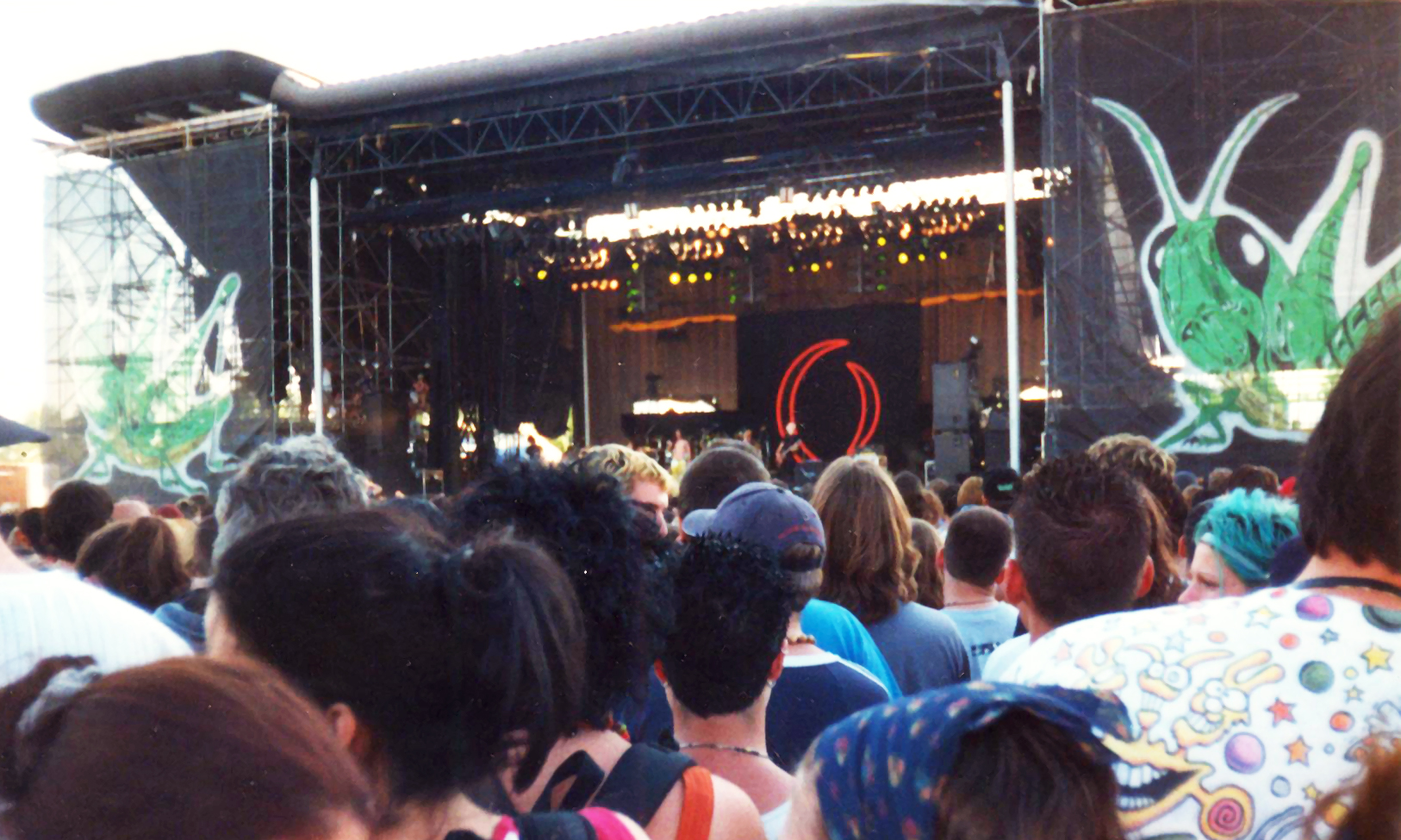
Concierto de A Perfect Circle en el año 2000.

Durante el receso que Tool dispuso luego del lanzamiento y gira promocional de su segundo álbum de estudio, Maynard James Keenan comenzó a trabajar con Billy Howerdel (técnico en guitarras de Tool durante las giras de la banda) en un proyecto paralelo. El supergrupo que formaron fue nombrado A Perfect Circle y comenzó a funcionar en 1999 y un año después tuvo lugar el lanzamiento de su álbum debut Mer de Noms. En 2003 lanzaron Thirteenth Step en referencia a los Programas de 12 pasos. El álbum fue muy bien recibido por la crítica. Los dos trabajos de A Perfect Circle fueron certificados como álbumes de platino. En 2004 se lanzó Emotive, compuesto principalmente por covers, excepto por los sencillos "Counting Bodies Like Sheep to the Rhythm of the War Drums" y "Passive". Keenan dijo que fue un álbum político con el cual "testeó las aguas" y fue subsecuentemente "crucificado" debido a su contenido. A un mes de su lanzamiento fue certificado como disco de oro. Ese mismo año la banda lanzó un set que consiste en un DVD y un CD llamado Amotion, que alcanzó su certificado de platino unos meses después.
A pesar de su éxito, el futuro de A Perfect Circle es incierto. Actualmente está en hiato indefinido, en parte debido a los compromisos de Keenan con Tool; Howerdel informó en mayo de 2006 en una entrevista con MTV que el trabajo del supergrupo estaba concluido por el momento. Después de más de dos años desde que A Perfect Circle se reuniera por última vez, Keenan fue interrogado acerca del futuro de A Perfect Circle durante una entrevista con Revólver. Maynard dijo:

El verdadero problema de estar con Tool y A Perfect Circle al mismo tiempo era que ambos funcionan de la misma manera. Los dos son bandas que deben realizar giras y tienen sello discográfico, siguen trabajando con la vieja mentalidad de contrato. Por lo que pensé que era hora de dejar de A Perfect Circle por ahora y dejar que el propio Billy explore por su cuenta. Es difícil para un hombre que pasó de ser un técnico de guitarras [trabajó para Tool] a estar en una banda con un cantante pretencioso, famoso y tener que vivir en la sombra. Era importante para Billy ir a hacer sus propias cosas y realmente explorar su propio sonido y que la gente escuche lo que tiene que decir y cómo lo haría por su cuenta, y luego nos pondremos en contacto y volveremos a hacer algo con A Perfect Circle.
Maynard James Keenan, diciembre de 2007.

Cuando se le preguntó, en una entrevista con Spin en ese mismo mes, acerca de la posibilidad de un nuevo álbum de A Perfect Circle, Keenan dijo, "Tal vez, algún día, una canción en la banda sonora. Sin embargo, un álbum? No." Un año más tarde, el 9 de diciembre de 2008, blabbermouth.net informó que Maynard J. Keenan anunció en The Pulse of Radio que él y Howerdel han estado escribiendo nueva música para A Perfect Circle. Keenan dijo también que la banda no tiene planes de reanudar la gira a gran escala, ni tampoco escribir y grabar un nuevo álbum. En su lugar, se centrará en "una o dos canciones a la vez", que probablemente será lanzado a través de Internet.
El 2 de agosto de 2010, una aparentemente oficial (pero no "verificada") cuenta de Twitter de la banda se puso en marcha con la lectura tuit: "Esta en marcha" El tuit también está vinculado a las cuentas de Twitter de Keenan, Howerdel y Puscifer. Al día siguiente, la cuenta de Twitter, "Ve a decirle a la tía Rosie... El viejo ganso gris no está muerto", que une a más cuentas como las de Danny Lohner y Josh Freese. Se cree que tanto Freese y James Iha (el último de los cuales todavía se refiere a sí mismo como un miembro actual de APC) estarían involucrados. Ese mismo día, Billy Howerdel publicó un tuit "El polvo de APC se está sacudiendo!".

### Puscifer

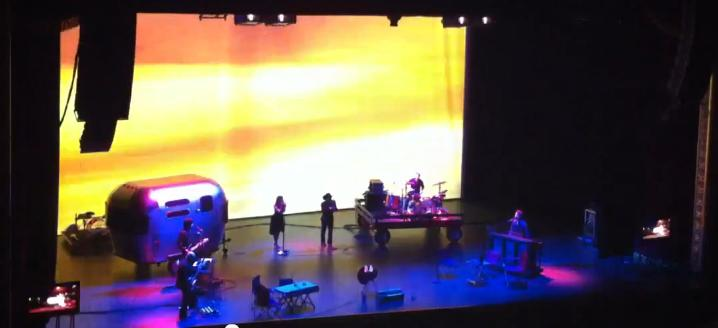
Concierto de Puscifer en 2011.

En 2003, Keenan apareció bajo el nombre de "Puscifer" de la canción "REV 22:20" en la banda sonora de la película Underworld. Puscifer fue anunciado una vez como un proyecto paralelo con Danny Lohner, que había trabajado anteriormente en las presentaciones en vivo con Nine Inch Nails, pero desde entonces se ha formado como una manifestación de "subconsciente creativo" de Keenan, lo que significa que Keenan ya está utilizando el nombre de una seudónimo para su trabajo en solitario. Keenan ha declarado que es "una improvisada banda de hardcore", y un proyecto donde "todo vale" y se manifestaría su "catch-all, corriente de conciencia, etc". Cuando se compara el proyecto con Tool en una entrevista con la revista Rolling Stone, Keenan lo describió como su "intento de hacer música para inspirar a la gente. ... Esto definitivamente no es música de hombres, pero si es música orientada para que haga que te sientas bien". En una entrevista posterior con artistdirect, Keenan dijo que no quería las letras formaran un puzle. Sino que quería la complejidad para estar en la música.
En 2006, Puscifer contribuyó la canción "The Undertaker (Mix Renholder)" para la banda sonora de Underworld: Evolution. Keenan financió y lanzó el primer álbum de estudio de Puscifer, “V” Is for Vagina, en octubre de 2007. El álbum fue creado en un autobús de tour, en varias habitaciones de diversos hoteles, en varios estudios de grabación, mientras Keenan se encontraba de gira con Tool, el álbum es un cambio radical respecto a las contribuciones de Keenan en Tool y A Perfect Circle. Tim Alexander, más conocido como el baterista de la banda de rock Primus, fue un músico invitado en el álbum. Llamó a Puscifer "trancy e hipnótico" y un "total giro de 180 grados respecto a Tool".
Puscifer es también una línea de ropa, con la mercancía a la venta en el sitio web de la banda. El 16 de septiembre de 2008, Keenan actualizó su blog en puscifer.com, revelando que la primera tienda de Puscifer sería abierta "con suerte" el 1 de octubre de 2008 en Jerome, Arizona, y estaría ubicada en un pequeño local por encima de un salón de tatuajes, la tienda se abrió el 3 de octubre de 2008. Además de la mercancía disponible en el sitio web de la banda, Keenan también ha puesto a disposición objetos diversos de edición limitada en venta.
Del 13 al 15 de febrero de 2009, Keenan dio su primer concierto con Puscifer en el teatro Pearl Concert en el Palms Casino Resort en Las Vegas, con un show al estilo cabaret. En una entrevista con el diario Los Angeles Times, Keenan dijo que "no tenía ninguna idea de cómo llamarlo", por lo que optó por definirlo como "un estilo de cabaret". Keenan, quien ha tenido experiencia previa preparando escenarios para teatros y recitales antes de ser famoso -continuó diciendo que "simplemente no puedo describirlo, sólo tienes que presenciarlo y luego tendrá sentido" Con la colaboración de varios artistas como Milla Jovovich, Danny Lohner y el baterista Tim Alexander de Primus, Puscifer brindó dos shows en mismo teatro donde debutó con Puscifer.
Puscifer continuó actuando con una línea revolvente a lo largo de 2009 en las sedes de todo el suroeste de los Estados Unidos. Sin embargo, en una entrevista de noviembre de 2009, Keenan dijo: "Los esfuerzos para limitar nuestro querida enigma para el suroeste de Estados Unidos se ha frustrado. Nos vemos obligados más allá de toda razón a llevar nuestro sonido hacia el Este y compartir nuestra salsa especial, aunque las autoridades indican que deben estar preparados... para cualquiera y todas las posibilidades, simplemente les sugerimos que lleguen felices y hambrientos".
El 18 de octubre de 2011 salió el segundo álbum de estudio de Puscifer, titulado Conditions of My Parole, y, tal como había Maynard anunciado previamente, Puscifer salió de gira para promocionar este nuevo trabajo.

#### Estilo de escritura y conciertos
El objetivo principal de letras de Keenan en Tool consiste en un deseo de conectar con los oyentes a nivel personal; Alentarlos a buscar dentro de sí mismos, la identidad propia, la comprensión y la reflexión. Tool no incluye letras con mensajes subliminales para que sus seguidores descifren, además la banda no prioriza que sus seguidores hagan esas búsquedas. Sin embargo, después de cada lanzamiento Keenan ha publicado las letras de canciones en la web oficial de la banda y también en la página semioficial de los fanes (llamada ToolShed), con la excepción de las del álbum Lateralus, que fue sólo fueron publicadas en el sitio web oficial de Tool. Los arreglos líricos son a menudo objeto de especial atención, como en las letras de la canción "Lateralus", donde el número de sílabas en cada línea corresponde a una disposición de la serie de Fibonacci, mientras que en "Jambi", en la que se emplea el yambo de pie métrico. En las letras de Ænima y Lateralus, Maynard J. Keenan se centró específicamente en la filosofía y la espiritualidad de temas van desde la evolución y la psicología de Carl Jung en "Forty Six & 2" y la trascendencia en "Lateralus".
En las actuaciones en directo con Tool Keenan ha sido a menudo conocido por estar situado en una plataforma en la parte trasera del escenario, sin una luz que lo ilumine, situado un poco más detrás que el guitarrista y el bajista. Breckinridge Haggerty, quien graba los videos de la banda en vivo, dice que los espacios oscuros en el escenario "son en su mayoría para Maynard". Él explica, "muchas de las canciones son un viaje personal para él y él tiene complicaciones con el resplandor de las luces mientras está tratando de reproducir las emociones a la audiencia. Necesita un poco de espacio personal, y se siente más cómodo en las sombras ". Una excepción, que sorprendió incluso a los seguidores de Tool, se produjo cuando un espectador subió al escenario e intentó abrazar a Keenan mientras la banda estaba tocando "Pushit". Luego de levantar al fan y lanzarlo hacia el suelo, Keenan se envolvió sobre la espalda del hombre que subió al escenario y luego se sentó sobre su espalda durante más de diez minutos. En sus presentaciones con Tool ha lucido el peinado mohawk, pelucas, máscaras Kabuki, sujetadores, medias, y en ocasiones cuerpo bañado en pintura azul. Esto se contrasta con una variedad de pelucas de pelo largo mientras estaba de gira con A Perfect Circle. Generalmente canta con una postura inclinada hacia el suelo. En sus últimas presentaciones con Puscifer se lo ha visto vestido con pelucas y bigotes rubios o con la típica vestimenta de cowboy.
The New York Times describió la contribución de Maynard tanto en Tool como en A Perfect Circle de la siguiente forma: "ambos grupos se basan en la capacidad del Sr. Keenan para dignificar emociones como la lujuria, la ira y el disgusto, la miel de su voz que añaden un toque de profundidad". La capacidad de Keenan como vocalista ha sido elogiada por el Seattle post-Intelligencer: después de su actuación durante un recital de Alice in Chains en 2005, el periodista independiente Travis Hay lo vio como "un paso natural en reemplazo de Layne Staley". La revista Hit Parader lo ubicó en la posición #21 en su lista de "Los 100 mejores vocalistas de Heavy Metal de todos los tiempos", y su singular forma de cantar frecuentemente ha influenciado a artistas como Pete Loeffler de Chevelle.

## Otras apariciones
Contribuye cantando en voz de falsetto la línea "not by the hair of my chinny chin chin" en el conocido tema de Green Jellÿ (anteriormente conocidos como Green Jello) "Three Little Pigs" (el vocalista era el compañero de habitación de Maynard en la universidad, y fue la persona que recibió el mensaje de contestador del tema "Message to Harry Manback", y quien se lo envió a Maynard posteriormente; el sujeto del mensaje en cuestión, que no paraba de decir palabrotas en italiano e inglés, dejó el "recado" después de que el compañero de Maynard y otros amigos le dejaran un día en un parque, con todas sus pertenencias, ya que era demasiado descarado y, además, se colaba en sus fiestas, aparte de ser adicto a algún tipo de droga).
Maynard tomó parte en una canción sin título, comúnmente llamada "Revolution/Revolutionary" por sus fanes, que es una colaboración entre Rage Against The Machine y Tool.
El director David Fincher (Seven, Fight Club) le ofreció a Keenan un papel principal en la película La habitación del pánico, pero lo rechazó debido a sus compromisos con Tool. El papel acabó en manos de Dwight Yoakam.

## Acusaciones de supuestas agresiones sexuales
El 22 de junio de 2018, una usuaria de Twitter compartió de manera anónima y sin aportar prueba alguna su testimonio de una supuesta violación, señalando a Keenan como su presunto agresor.
El 28 de junio de 2018 el propio Maynard James Keenan declaró lo siguiente en Twitter sobre dicha acusación:
“Muchas gracias a aquellos de vosotros que visteis lo correcto entre esta despreciable falsa acusación que tan solo hace daño al movimiento #metoo. Y debería darles vergüenza a aquellos que perpetúan este destructivo clickbait. Respecto a la tardanza en mi innecesaria respuesta, tenía el teléfono apagado. Deberíais probarlo.”.
Dichas acusaciones luego se comprobaron que provenían de la cuenta cclipper429 –que publicó la cuenta que comenzó las acusaciones Iwas17HeWas36 para recabar información sobre otros casos de violación– y que pertenecía a un hombre, que también usaba su usuario Clipper429 en el sitio de citas Puff.

## Filantropía
Keenan ha usado repetidamente su fama para dar a conocer problemas que le son de especial interés. Merece mención especial la vez que hizo, por sorpresa, una aparición en un concierto benéfico a favor de una asociación llamada "RAINN" (Rape, Abuse and Incest National Network). Promovido por Tori Amos, y realizado en el Madison Square Garden de Nueva York el 23 de enero de 1997, Keenan cantó a dúo con Amos la canción "Muhammad My Friend".
Maynard es uno de los colaboradores de Axis of Justice, una organización sin ánimo de lucro que reúne a músicos, fanes de la música y organizaciones políticas de base que luchan por la justicia social. En 2004, la citada organización llevó adelante lo que denominaron "Concert Series Volume 1", un recital (luego se lanzó un CD y un DVD) en el cual Keenan colaboró en dos canciones. La primera canción "Where the Streets Have No Name" fue grabada en vivo en el concierto de Axis of Justice en The Avalon, Hollywood, el 19 de julio de 2004. La segunda pista "(What's So Funny 'Bout) Peace, Love, and Understanding" fue grabada en el festival de Lollapalooza en Seattle el día 23 de agosto de 2003.
En febrero del año 2005, Keenan apareció como vocalista sorpresa en un concierto benéfico a favor de las víctimas del tsunami en el sur de Asia realizado en Seattle, actuando con los miembros restantes de Alice In Chains -tras el fallecimiento de Layne Staley- en las canciones "Them Bones", "Man In The Box" y "Rooster".

## Maynard y el humor

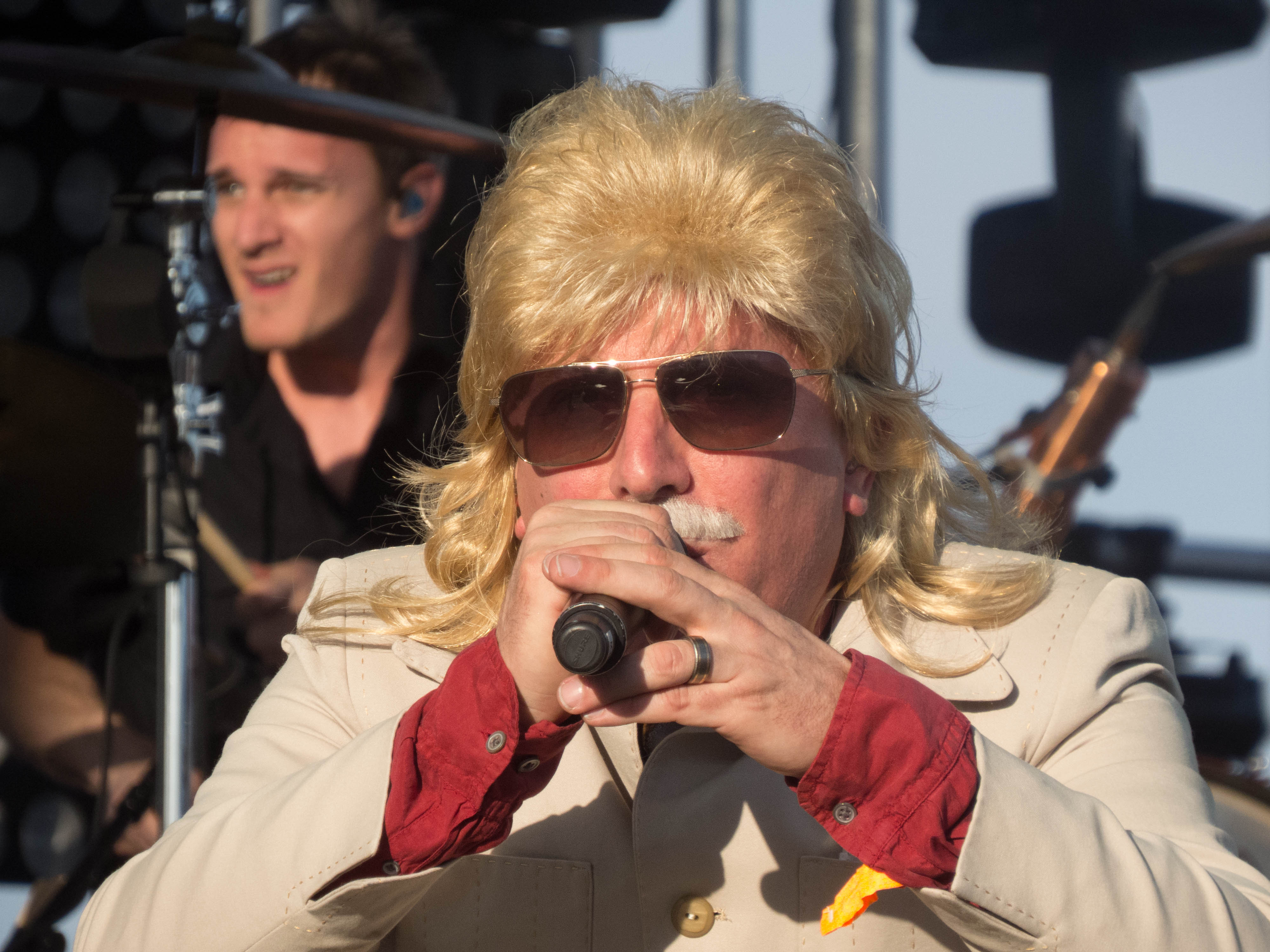
Maynard James Keenan actuando con Puscifer en el Festival de Música y Artes de Coachella Valley en 2013.

Maynard entabló amistad con el legendario cómico Bill Hicks en los comienzos de la década de los 90. Maynard se dedicó a la comedia durante ese tiempo e hizo algunas apariciones en diferentes clubs de Los Ángeles, en uno de los cuales conoció a Hicks. Su relación continuó creciendo debido a sus similares intereses y aficiones y, en algunas ocasiones, Bill Hicks hizo la presentación del grupo en algunos de los conciertos de Tool. Una de sus intervenciones más conocidas se pudo ver en la gira de 1992 en el escenario de Lollapalooza, cuando preguntó a la audiencia si podían ayudarle a buscar unas lentes de contacto que había perdido. Alguna gente accedió. Maynard disfrutó tanto del chiste que lo repitió en numerosas ocasiones.
A mediados de los años 90, respondiendo a las peticiones de que Tool llevaría a cabo actos con fines benéficos, Keenan creó "Free Frances Bean", una línea propia de camisetas. Courtney Love se había referido anteriormente a Keenan llamándolo "puta mediática", a lo que el cantante respondió, "¿No es genial?. Tengo el honor de ser llamado "puta mediática" por Courtney Love". A pesar de que se inició como una simple broma, las camisetas anunciadas por Keenan fueron fuertemente demandadas y Maynard cerró el proyecto.
Maynard ha realizado algunos papeles en la serie "Mr. Show", principalmente en los sketches de Ronnie Dobbs de la primera temporada. En una de las escenas, es arrestado junto con Ronnie Dobbs; más tarde en ese sketch aparece llevando una peluca como el vocalista de una banda imaginaria llamada "Puscifer" (de ahí el nombre de su proyecto musical) junto con Adam Jones alabando a Ronnie. También aparece en el episodio 2.6, "The Velveteen Touch Of Dandy Fop", como uno de los espectadores de "Coupon: The Movie", diciendo: "ahora no es el momento", y retirando las cámaras indignado para después salir del cine. A Keenan también se le ve aparecer en el video musical "Sex", en una de las escenas exclusivas del DVD de "Mr. Show", en la parte llamada "Run Ronnie Run". Keenan apareció en la portada de mayo/junio de 1999 de la revista Pop Smear, retratado como Charles Manson como parte de un ensayo fotográfico, imitando un retrato del asesino encarcelado de una famosa revista. También interpretó a Satán en las películas Bikini Bandits(2002) y Bikini Bandits 2: Golden Rod (2004). Cuando se le preguntó en una entrevista qué papel le resultó más difícil, Keenan respondió: "Oh, Manson. Es una persona real. La gente sabe qué aspecto tiene, cómo hablaba. Con Satanás no hay una "zona gris"."
El 1 de abril de 2005, Maynard anunció de repente, y para sorpresa de todos sus fanes y amigos, que había encontrado a Jesús y que abandonaba la grabación del nuevo álbum de Tool, sino permanentemente, sí de forma temporal. Kurt Loder, presentador de MTV, contactó con Maynard vía correo electrónico para preguntarle sobre esto y confirmar lo que había dicho, pero recibió una indiferente respuesta. Cuando Loder le preguntó de nuevo, ya en día 2 de abril, la respuesta de Keenan fue simplemente "heh heh". Loder también notó que Maynard apenas había hablado de Jesús, algo no muy común en alguien que se acababa de convertir al cristianismo. La noticia estaba, obviamente, inspirada por la decisión de Brian "Head" Welch, exguitarrista de Korn, de abandonar la popular banda para dedicar su vida al cristianismo. El 7 de abril, la página web oficial de Tool comunicaba que todo había sido una broma, diciendo: "Buenas noticias, fans del Día de los Inocentes (1 de abril en EE.UU.). El proceso de creación y grabación de las canciones ha vuelto de nuevo a su camino. [...] Cuando [Maynard] dio por acabado el tema, hablando sobre su reciente encuentro con el Hijo de Dios, añadió: ¡ese chico es un punk!". Este tipo de broma ya había tenido lugar en 1997 cuando informaron que el colectivo en el que se encontraban de gira en Australia se había accidentado y que tres de los integrantes de la banda estaban en estado crítico.
Keenan hizo su gran debut en el cine el 17 de abril de 2009 en el film Crank: High Voltage, compartiendo una escena con Jason Statham, Keenan interpreta a un paseador de perros "que tiene una experiencia electrizante [...] en un parque público".
Actualmente el vocalista de Tool, Puscifer y A Perfect Circle se desempeña como columnista del diario Phoenix New Times, en el cual escribe una columna bisemanal en la que, según sus palabras, habla de “música, vino y... Bueno, ya lo veréis.”

## Viticultura y otros proyectos
Además de ser copropietario de Cobras & Matadors, un restaurante dirigido por Steven Arroyo, y dueño de un mercado de productores en Cornville, Arizona, Keenan, cuyos abuelos y tío abuelo producían vinos en el norte de Italia (en lo que hoy es el sur de Francia), posee viñedos y bodegas con sede en el área no incorporada de Page Springs/Cornville, al suroeste de Sedona, donde reside. Si bien la bodega es el nombre de un símbolo antiguo para el comercio (caduceo), los viñedos llevan el nombre de una peluca púbica (Merkin). También es socio de la Viña Stronghold, "un sitio de 80 acres dedicados a la producción de vinos asequibles en el Estado", que se encuentra en la pequeña área no incorporada conocida como Kansas Settlement en Sulphur Valley Springs, Arizona. La madre de Keenan murió en 2003, a la edad de 59 años, debido a complicaciones de un aneurisma. Después de su muerte, sus cenizas fueron esparcidas a través de uno de sus viñedos, y posteriormente nombró a uno de sus vinos con su nombre (Judith), honrando su memoria con su Cabernet Sauvignon "Nagual del Judith". En un comunicado emitido en abril de 2009, Keenan dijo:

Estoy de pie sobre una metafórica meseta. La vista desde aquí sugiere que yo/nosotros todavía tenemos muchas montañas para negociar. Ya ha sido un largo viaje. Sin embargo, los éxitos y fracasos han estado en equilibrio. Lo que sugeriría que yo/nosotros hemos elegido el camino correcto. Tengo en mis manos las pruebas que apoyan esta declaración, con lágrimas en los ojos... Presento el primer vino caduceo 100% arizoniano. Nagual del Judith, el nombre de mi difunta madre, Judith Marie.
 Maynard James Keenan.

Sus vinos anteriores fueron nombrados en honor a familiares como Cochise, que vivía en la zona donde se encuentra la viña, y fueron producidos en las Bodegas de Page Springs, propiedad del socio de negocios de Keenan. Mientras que para la elaboración de algunos vinos fueron utilizadas algunas frutas importadas de California, "Nagual del Judith" es el primero de sus vinos hecho enteramente de los viñedos propios de Keenan.

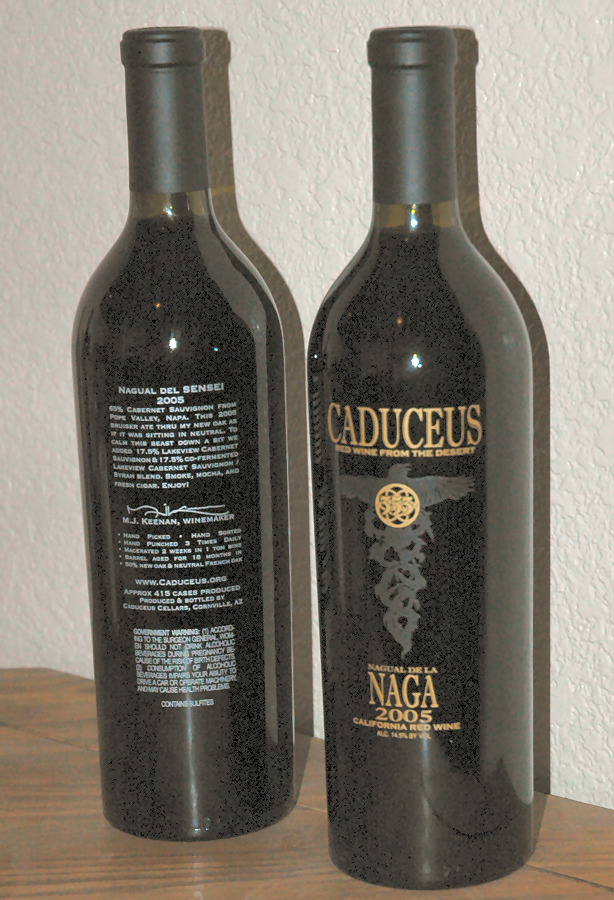
Botellas de su vino Caduceus Naga, cosecha 2005.

Durante la temporada de otoño de 2008, Keenan inició una pequeña gira con su socio de Stronghold Eric Glomski, promocionando sus vinos con sesiones de firmas en Whole Foods Markets en California y Nevada. La gira continuó en 2009 con sesiones en Texas durante el mes de marzo, y con apariciones programadas durante la gira de verano de 2009 con Tool en Florida, Massachusetts, y Nueva Jersey. En julio de 2009, Keenan abrió un mercado de productos orgánicos que cuenta con una sala de degustación de sus vinos de Arizona, así como un patio de comidas. En una entrevista con Spinner.com ese mismo mes, Keenan dijo que los chefs del Suroeste le enseñaron "cómo hacer espaguetis, pasta, ñoquis y varias sopas", suceso que lo inspiró a abrir el patio de comidas.
Keenan aparece en Blood into Wine: The Arizona Stronghold, un documental coproducido por Moog, Ryan Page y Pomerenk Christopher que describe como Keenan y Glomski se embarcaron en la viticultura en las desérticas tierras del Valle Verde de Arizona, y el éxito que tuvieron en la primera década de su creación. La película, que incluye apariciones de los cómicos Tim & Eric, Patton Oswalt y Milla Jovovich, se estrenó en el festival de Noise pop el 25 de febrero de 2010, junto con otro documental producido por Pomerenk, The Heart is a Drum Machine, en el documental se investiga por qué la gente crea y escucha música, y cuenta con Keenan, Jason Schwartzman, Juliette Lewis, Elijah Wood, Kurt Loder y Nic Harcourt.
Durante una entrevista con el Australian podcast Wine Week, Maynard J. Keenan reveló que su gira con sus bandas sólo se producirán en momentos en que sus esfuerzos en la viticultura se lo permitan.

## Vida personal
Keenan, quien se ha descrito a sí mismo como "felizmente soltero", estuvo en una relación en diciembre de 2007: "Por primera vez en mi vida, tengo alguien que se ocupa de mí, más que al revés", declaró por entonces. Keenan tiene un hijo llamado Devo H. Keenan (nacido el 5 de agosto de 1995) que cantó coros con A Perfect Circle, y más tarde fue reconocido como el violonchelista en Keep Telling Myself It's Alright el álbum debut de Ashes Divide. Fue después del nacimiento de su hijo que Keenan decidió ocultar su propia identidad, a fin de evitar que su hijo fuera "víctima de [su] carrera". La canción "Breña" de A Perfect Circle utiliza el segundo nombre de la exnovia de Keenan, mientras que el sencillo "Judith", lleva el nombre de la madre de Keenan, y de Tool "H.", que es el segundo nombre de su hijo.
A Keenan no le gusta la manera en que se adora a las estrellas del rock. A menudo tiene que lidiar con los acosadores, es por eso que Keenan ha recurrido al uso de un rifle de paintball para ahuyentar a aquellos que se atrevan a invadir su propiedad.
El jiu-jitsu brasileño es una de las actividades de Keenan, y estudió con Rickson Gracie, quien es ampliamente considerado como uno de los profesionales más grandes de las artes marciales.

## Discografía

### Con Tool
- 1991 - 72826
- 1992 - Opiate
- 1993 - Undertow
- 1996 - Ænima
- 2000 - Salival
- 2001 - Lateralus
- 2006 - 10,000 Days
- 2019 - Fear Inoculum

### Con A Perfect Circle
- 2000 - Mer de Noms
- 2003 - Thirteenth Step
- 2004 - Emotive
- 2004 - Amotion
- 2018 - Eat the Elephant

### Como Puscifer
- 2007 - Don't Shoot the Messenger
- 2007 - “V” Is for Vagina
- 2008 - “V” Is for Viagra. The Remixes
- 2008 - “D” Is for Dubby – The Lustmord Dub Mixes
- 2009 - “C” Is for (Please Insert Sophomoric Genitalia Reference HERE)
- 2010 - Sound Into Blood Into Wine
- 2011 - Conditions of My Parole
- 2013 - Donkey Punch the Night
- 2015 - Money Shot
- 2020 - Existential Reckoning

### Colaboraciones
- 1986 - Fingernails, con Children of the Anachronistic Dynasty
- 1987 - Dog.House, con Children of the Anachronistic Dynasty
- 1987 - Live At Sons and Daughters Hall con TexA.N.S.
- 1987 - Never Again, con TexAns
- 1992 - Know your Enemy, de Rage Against The Machine
- 1992 - Cereal Killer VHS - Green Jellÿ
- 1993 - Cereal Killer Soundtrack - Green Jellÿ
- 1994 - Kiss My Ass: Classic KISS Regrooved
- 1995 - Replicants, con Replicants, tocando Silli Love songs, una versión de la canción de Wings
- 1997 - Flyin' Traps - Tim Alexander & Mike Bordin
- 1997 - Live from NY VHS - Tori Amos
- 2000 - Passenger, del álbum White Pony de Deftones
- 2000 - The Crybaby - The Melvins
- 2001 - ...inder net...ya? - Turtle Bend
- 2003 - Run Ronnie Run! DVD
- 2003 - Underworld Soundtrack
- 2004 - Axis of Justice Concert Series Volume 1
- 2005 - Alice in Chains Tsunami Relief Benefit show 2005 - en las canciones Man in the box y Them Bones